# Lavras da Mangabeira (ort)
Lavras da Mangabeira är en ort i Brasilien.   Den ligger i kommunen Lavras da Mangabeira och delstaten Ceará, i den östra delen av landet, 1 400 km nordost om huvudstaden Brasília. Lavras da Mangabeira ligger 241 meter över havet och antalet invånare är 17 221.
Terrängen runt Lavras da Mangabeira är platt. Lavras da Mangabeira är det största samhället i trakten.
Omgivningarna runt Lavras da Mangabeira är huvudsakligen savann. Runt Lavras da Mangabeira är det ganska glesbefolkat, med 26 invånare per kvadratkilometer.